# エドワード・ウィルソン (ジャーナリスト)

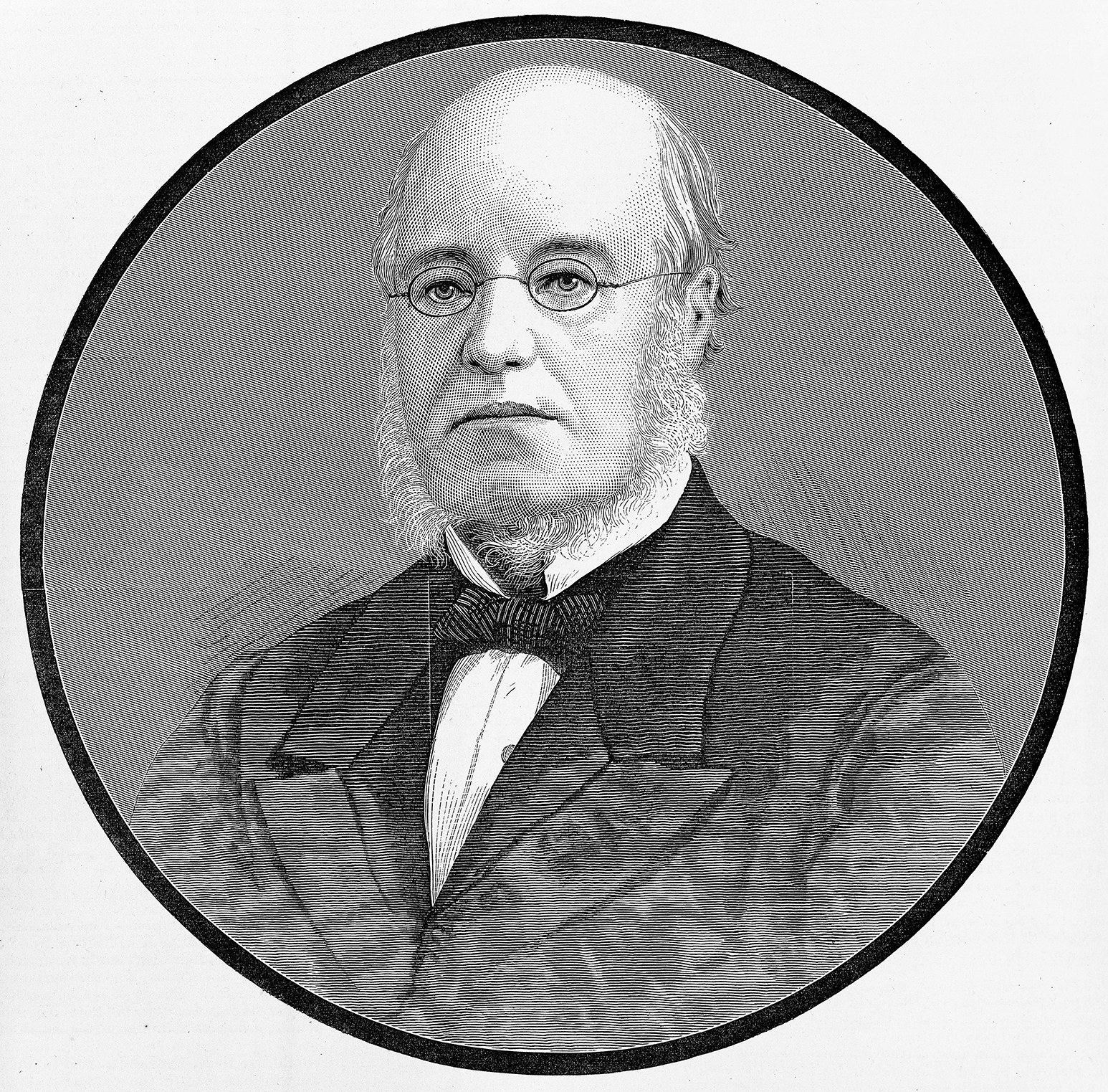
エドワード・ウィルソン

エドワード・ウィルソン（Edward Wilson、1813年11月13日 - 1878年1月10日）は、イギリス系オーストラリア人のジャーナリスト、および慈善家である。

## 家族
リネン反物商人のジョン・ウィルソン（1774年-1834年）とメアリー・ウィルソン（1766年-1838年、旧姓：ジョーンズ）の3人いる子供のうちの2番目の子供であるエドワード・ウィルソンは、1813年11月13日にイングランドのロンドン北部にあるカムデン区ハムステッドで生を受けた。生涯に渡って未婚であった。

## 教育
ハムステッドにある「広大な私立学校」で教育を受けた彼の学友には、初代ビクトリア州首相のウィリアム・クラーク・ヘインズ（1810年-1866年）、ジ・アーガスの所有者であるジェームズ・スパワーズ（1813年-1879年）とアラン・スパワーズ（1815年-1876年）兄弟、芸術家・民族学者・銀板写真家のダグラス・トーマス・キルバーン（1813年-1871年）がいる。
卒業後、息子に「商売に携わって」ほしいと思った両親と共にマンチェスターにある商社に入り、その後はロンドンに戻って「マンチェスター・トレード（Manchester trade）」に参加した。

## オーストラリア
1842年、ウィルソンはオーストラリアに移住した。最初にメルボルンの北にある郊外で小規模な不動産会社を興したが、1844年にジェームズ・スチュワート・ジョンストンと組んで、ビクトリア州ダンデノング近くで畜牛牧場を始めた。

### ジ・アーガス
1847年頃にウィリアム・カールからジ・アーガスを購入した彼はジ・パトリオット（The Patriot）をジ・アーガスと合併させ、5年後にはザ・デイリー・ニュース（The Daily News）という別の新聞社を吸収した。
ゴールドラッシュが起きた黎明期に新聞は重大な問題に直面しながら生産されていたが、発行部数は増え続け、新聞は価値ある財産となった。タスマニア州からの受刑者の流入を猛烈に反対したウィルソンはニューサウスウェールズ州からのポート・フィリップ地区離脱のために奮闘し、炭坑労働者のためにチャールズ・ハザム知事と意見を闘わせたものの、反乱が勃発した際には平穏で合法的な救済方法があるとの立場を示した。第8代ビクトリア州知事のチャールズ・ガヴァン・ダフィーがビクトリア州に現れて政治活動に参入した際に、ウィルソンはアボリジニの正当性、州部局への農業の組織化、住民投票に向けての投票制度導入、および最終的な購買権を持つ耕作用の官有地賃貸契約化を盛り込んだ一覧を提出した。彼はまず「土地を解放せよ」と訴えた。実際、彼は感情的には民主主義者、および熱心な改革者を貫いていた。ジ・アーガスの運営資金が増額されたことでウィルソンは失脚寸前となったが、ラクラン・マキノンがジェームズ・ジルから共同経営の会社を購入し、管理を引き継いだことで救われた。

### アンチポジーズ諸島での散策
1857年と1858年にはオーストラリアとニュージーランドの植民地、およびイングランドを巡る旅に出た。そこは、所謂「オーバー・ランド」経由で白内障による視力の衰えについて医師に診察してもらった場所である。その上で彼はジ・アーガスに21回に渡る長期連載記事を書いたのである。定期的（週に3件の記事が掲載されることもあった）に掲載された記事はのちにまとめられ、1859年に集合体（追加統計付録、および画家のサムエル・トーマス・ジルによる12枚の石版画付き）付録がついて『Rambles at the Antipodes（アンチポジーズ諸島での散策）』（1859年）として出版された
。

### 順応
1861年にメルボルンで順応協会（Acclimatization Society）を設立したことで順応にとても興味を抱いた。同じ年に初代会長としてシドニーを訪れ、ニューサウスウェールズ州順応協会（Acclimatization Society of New South Wales）を設立した。

## イングランド
最後には、1864年にイングランドのブロムリー地区ヘイズに落ち着き、300エーカーの耕作地があるヘイズ・プレス（Hayes Place）でイギリスの地方資産家としての生活を送った。時折、ザ・タイムズ（The Times）やフォートナイトリー・レヴュー（Fortnightly Review）に寄稿した。プリンシパル・オブ・リプレセンテーション（Principles of Representation）からの記事は1866年に小冊子として出版された。順応についての別の論説は1875年に掲載された。

## 死
1878年1月10日にイングランドのケント州ヘイズで没した。遺体は客船アコンカグアでオーストラリアに送還され、同年7月7日にメルボルン共同墓地の「チャールズ・ハザム卿が埋葬された墓のすぐ向かい側にある墓」に埋葬された。

## 遺産
遺産の大半はエドワード・ウィルソン・トラストの創設に使用され、ビクトリア州の慈善団体、具体的にはメルボルン病院、アルフレッド病院、およびビクトリア州立小児病院にそれぞれ数百万ドルが分配されている。

## 業績
- Wilson, Edward (1856a), "The Aborigines", The Argus, (Sunday, 16 March 1856), pp.4-5.
- Wilson, Edward (1856b),  "The Aborigines", The Sydney Morning Herald, (Saturday, 22 March 1856), p.5: a better quality reprint of 1856a.
- Wilson, Edward (1857a), "Moreton Bay. No.I", The Argus, (Saturday, 22 August 1857), p.4.
- Wilson, Edward (1857b), "Moreton Bay. No.II", The Argus, (Saturday, 24 August 1857), p.5.
- Wilson, Edward (1857c), "Moreton Bay (No.III)", The Argus, (Thursday, 27 August 1857), p.5.
- Wilson, Edward (1858), "The Overland Route. No.VI", The Argus, (Monday, 18 October 1858), p.5.
- Wilson, Edward (1857d), "A Trip down the Murray (No.I)", The Argus, (Tuesday, 24 November 1857), p.5.
- Wilson, Edward (1857e), "A Trip down the Murray (No.II)", The Argus, (Thursday, 26 November 1857), p.4.
- Wilson, Edward (1857f), "A Trip down the Murray (No.III)", The Argus, (Wednesday, 2 December 1857), p.5.
- Wilson, Edward (1857g), "A Trip down the Murray (No.IV)", The Argus, (Saturday, 5 December 1857), p.5.
- Wilson, Edward (1857h), "A Trip down the Murray (No.V)", The Argus, (Saturday, 5 December 1857), p.5.
- Wilson, Edward (1857i), "A Trip down the Murray (No.VI)", The Argus, (Tuesday, 8 December 1857), p.5.
- Wilson, Edward (1858a), "A Glance at New Zealand. No.I", The Argus, (Friday, 11 June 1858), p.5.
- Wilson, Edward (1858b), "A Glance at New Zealand. No.II", The Argus, (Saturday, 12 June 1858), p.5.
- Wilson, Edward (1858c), "A Glance at New Zealand. No.III", The Argus, (Monday, 14 June 1858), p.5.
- (Wilson, Edward (1858d), "A Glance at New Zealand. No.IV")[10]
- Wilson, Edward (1858e), "A Glance at New Zealand. No.V", The Argus, (Friday, 18 June 1858), p.5.
- Wilson, Edward (1858f), "The Overland Route. No.I", Supplement to The Argus, (Tuesday, 12 October 1858), p.1.
- Wilson, Edward (1858g), "The Overland Route. No.II", Supplement to The Argus, (Wednesday, 13 October 1858), p.1.
- Wilson, Edward (1858h), "The Overland Route. No.III", Supplement to The Argus, (Thursday, 14 October 1858), p.1.
- Wilson, Edward (1858i), "The Overland Route. No.IV", The Argus, (Friday, 15 October 1858), p.6.
- Wilson, Edward (1858j), "The Overland Route. No.V", Supplement to The Argus, (Saturday, 16 October 1858), p.1.
- Wilson, Edward (1858k), "The Overland Route. No.VI", Supplement to The Argus, (Monday, 18 October 1858), p.5.
- Wilson, E (1859), Rambles at the Antipodes: A Series of Sketches of Moreton Bay, New Zealand, the Murray River and South Australia, and the Overland Route: With two Maps and twelve Tinted Lithographs, illustrative of Australian Life, by S.T. Gill, London : W.H. Smith and Son.